# Ellen Anckarsvärd
Ellen (Eleonora) Anckarsvärd, née Nyström (1833–1898), est une militante suédoise des droits des femmes.